# Lago de Origlio
O Lago d'Origlio é um lago localizado no município de Origlio, no cantão de Ticino, na Suíça.